# TwoOStwo
twoOStwo је био комерцијални софтверски производ који је развио Parallels Software Studio (пре него што га је купио SWsoft). Софтвер радне станице састојао се од пакета виртуелних машина за Intel x86 компатибилне рачунаре који су омогућавали креирање и извршавање више x86 виртуелних рачунара истовремено. Свака инстанца виртуелне машине може да изврши сопствени оперативни систем за госте укључујући Windows, Linux, ОS/2 и BSD варијанте.

## Опис
Инстанца рачунара и оперативног система која извршава twoОStwo процес се назива хост машина. Инстанце оперативних система који раде унутар виртуелне машине називају се гостујућим виртуелним машинама. Попут емулатора, twoОStwo пружа потпуно виртуелизовани скуп хардвера гостујућем оперативном систему; на пример, без обзира на марку и модел физичког мрежног адаптера, машина за госте ће видети Novell/Eagle NE2000 или Realtek RTL8029(АS) мрежни адаптер. twoOStwo виртуелизује све уређаје у виртуелном окружењу, укључујући видео адаптер, мрежни адаптер и адаптере за хард диск. Такође обезбеђује пролазне драјвере за серијске и паралелне уређаје.
Пошто све гостујуће виртуелне машине користе исте драјвере хардвера, без обзира на стварни хардвер на рачунару домаћину, инстанце виртуелне машине су веома преносиве између рачунара. На пример, виртуелна машина која ради може се зауставити, копирати на други физички рачунар и покренути.

## Имплементација
Конвенционални емулатори као што је Bochs емулирају микропроцесор, извршавајући сваку гостујућу CPU инструкцију позивајући софтверски потпрограм на главној машини која симулира функцију те CPU инструкције. Овај ниво апстракције омогућава гостујућој машини да ради на хост машинама са различитим типом микропроцесора, али је такође веома спор.
Ефикаснији приступ се састоји у техници софтверског отклањања грешака. Неки делови кода се изводе нативно на стварном процесору; на „лошим“ упутствима, постоје софтверски прекиди који прекидају извршавање кода гостујућег оперативног система и та одређена инструкција се емулира.
twoOStwo, као и VMWare Workstation, Virtual PC за Windows и QEMU са додатком kqemu, користе још оптимизованији приступ и директно покрећу код када је то могуће. Ово је случај са корисничким режимом и виртуелним кодом режима 8086 на x86.
Недостатак је у томе што гостујући ОS мора бити компатибилан са главним CPU-ом. Дакле, за разлику од емулатора, twoOStwo се не може користити за покретање класичног Mac OS/PowerPC софтвера на Intel x86 процесору. Још један недостатак је што обично није могуће ефикасно угнездити виртуелне машине. Коначно, иако twoOStwo виртуелне машине раде у корисничком режиму, сам twoOStwo захтева инсталирање различитих драјвера уређаја у оперативни систем домаћина.

## Карактеристике
Поред повезивања са мрежним адаптерима, CD-ROM читачима и хард дисковима, twoOStwo такође пружа могућност симулације неког хардвера. На пример, ISO слика се може монтирати као CD-ROM, а .hdd датотеке се могу монтирати као чврсти дискови.